# Backhousia myrtifolia
Backhousia myrtifolia, comúnmente llamado mirto canela, es una especie del género Backhousia cuyo hábitat son los bosques húmedos subtropicales del este de Australia. Es una especia utilizada en la cocina australiana.

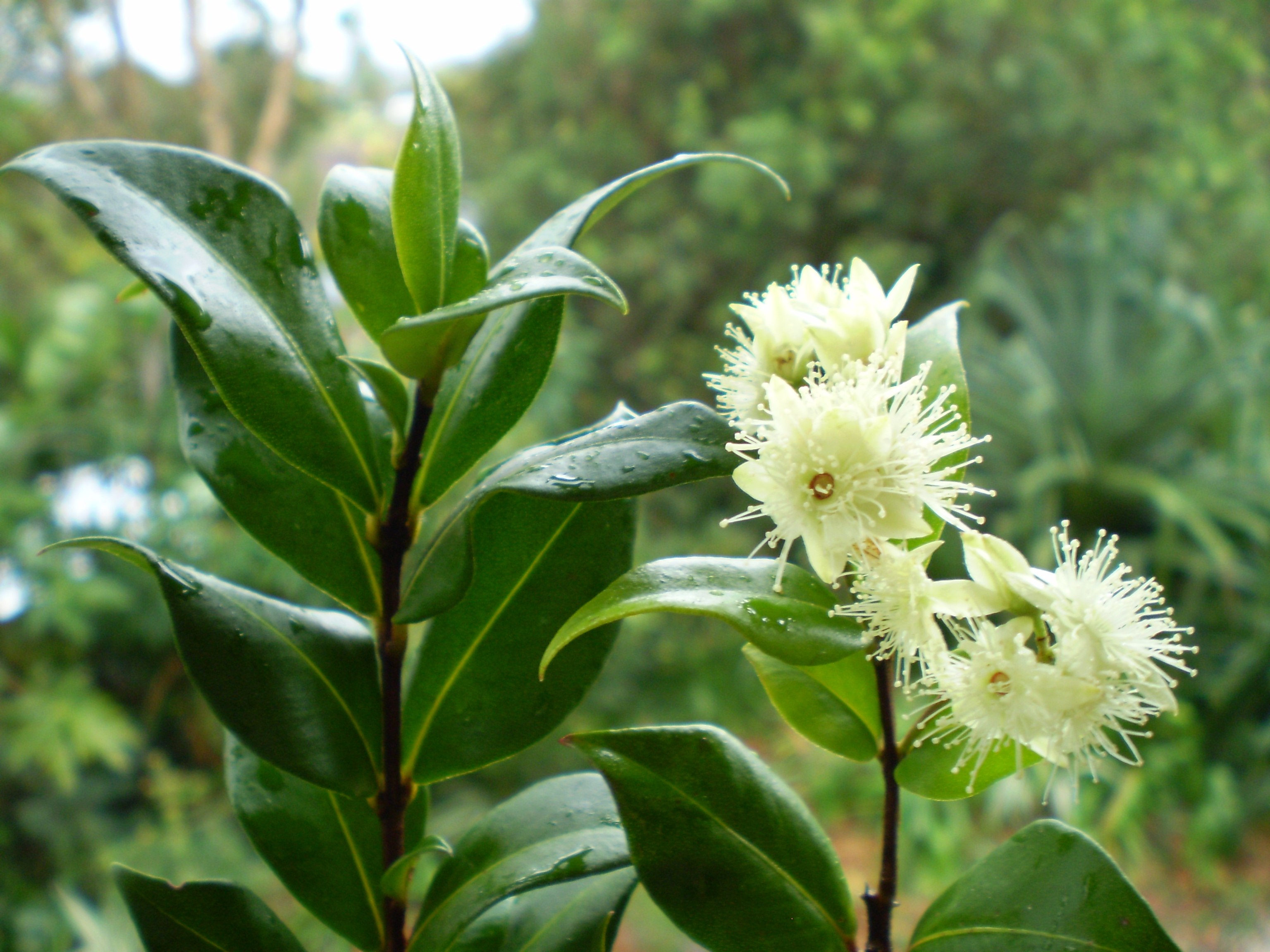
Flores

## Descripción
Es un árbol que puede alcanzar un tamaño de hasta 30 metros de altura. Las hojas son ovadas o elípticas, de 4-7 cm de largo y despiden un olor parecido a la canela. Las flores son estrelladas y se producen en panículas. Los pequeños frutos con textura parecida al papel son de forma acampanada.

## Aceite esencial
El nombre 'mirto canela' fue originalmente acuñado a finales de la década de 1980 para describir la variante específica elemicina usada como condimento. Sin embargo, el nombre 'mirto canela' es ahora usado para describir a la especie en general.
El mirto canela es parte de un grupo de miembros emparentado con familia de las mirtáceas que fueron popularizados como especias en la cocina de los aborígenes australianos a finales de la década de 1980 y principios de la de los 90. Este grupo también incluye el mirto limón (Backhousia citriodora) y mirto anís (Syzygium anisatum).

## Taxonomía
Myrceugenia myrtifolia fue descrita por Hook. & Harv. y publicado en Botanical Magazine 71: t. 4133. 1845.
Etimología
Backhousia: nombre genérico que fue otorgado en honor de James Backhouse, botánico y misionero de la Iglesia Cuáquera de Australia.
Sinonimia
- Backhousia riparia Hook. & Harv., Bot. Mag. 71: t. 4133 (1845).
- Backhousia australis G.Benn., Nat. Austr.: 284 (1860), nom. nud.[2][3]